# 皇宮堡

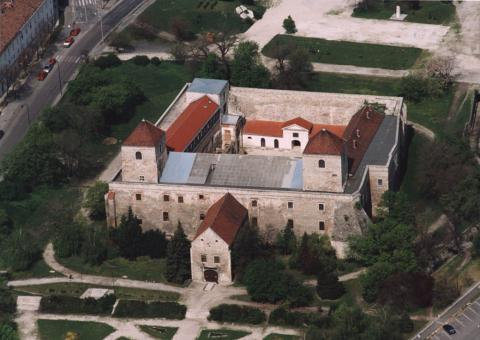

皇宮堡（匈牙利語：Várpalota，匈牙利語發音：[ˈvaːrpɒlotɒ]）是匈牙利的城鎮，位於該國西部，距離首都布達佩斯約70公里，由維斯普雷姆州負責管轄，面積77.26平方公里，2011年人口20,482，其中約一半居民信奉天主教。

## 外部連結
- Várpalota Home Page